# 山东军区
山东军区，也称国民革命军第八路军山东军区、国民革命军第十八集团军山东军区、山东抗日根据地，为抗日战争时期中国共产党及其领导军队在华北地区的四大根据地之一，其范围从津浦路以东的山东大部地区和江苏、安徽、河南三省边界的部分地区，东至黄海、渤海，西临津浦路与冀鲁豫軍区，北抵天津与冀中抗日根据地、冀东抗日根据地，南至陇海路与华中的苏北抗日根据地相连。
其军区部队主要为原山东地区游击队和原国民革命军第十八集团军第115师，为林彪统帅的老部队。抗战胜利前夕，其主力部队发展到8个师。1945年9到10月间，罗荣桓率领山东军区1、2、3、5、6、7师共计6万余人进入东北，加上黄克诚率领的从江苏淮安出发进入东北的新四军第三师3.5万余人，共同组建为东北人民自治军，即东北民主联军、东北野战军、第四野战军之前身。
山东军区所辖八路军主力部队开进东北之后，山东军区转由新四军接管和进一步发展。
1946年1月，中共中央军委电令，新四军军部与山东军区合并，并同时组建一支野战部队。据此，1946年1月7日，以山东军区留守山东的第4师、第8师及其它地方部队，与从皖北、苏北北上的陈毅率领的新四军江北部队，合并组建山东野战军，由新四军军长、山东军区司令员陈毅兼任野战军司令员，饶漱石任政委。1947年2月，山东野战军与粟裕率领的由江南新四军编成的华中野战军共同编组为华东野战军，隶属华东军区陈毅兼任司令员兼政委，粟裕为副司令员兼第一副政委。1949年1月，按中央军委命令，华东野战军改称第三野战军。

## 历史

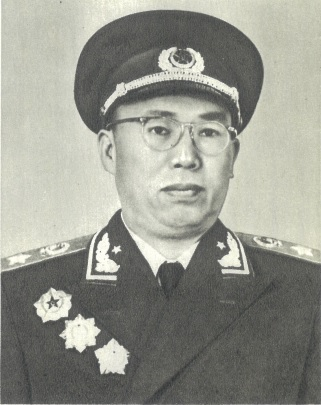
率领115师进入山东、并组建山东军区的罗荣桓

### 山东抗日大起义
1933年，由于叛徒的出卖，山东的党组织遭到重大破坏，大批共产党员被捕入狱，山东党组织与中央失去联系，仅剩下少数党员。1936年5月，中共北方局派黎玉到山东恢复发展党组织，重新建立了山东省委，黎玉任书记。到1937年12月底，省委先后恢复、建立了鲁北特委、鲁西北特委、鲁中工委、鲁东工委、鲁西南工委、淄博矿区工委、胶东特委、济南市委及部分县委或县工委。
山东省委书记黎玉参加了中共中央于1937年5月2日至14日在延安召开了中国共产党苏区代表会议，以及1937年5月17日至6月10日中共中央又在延安召开的白区工作会议。会议期间，毛泽东、刘少奇到招待所看望了直（隶）南、冀鲁豫、山东等地的代表，毛泽东对黎玉说，山东是有基础的，当前一定要搞好统战工作，为今后的发展创造条件。根据中共中央的决定，山东省委对外不再使用省工委的名义，仍由黎玉任省委书记。会议结束后，黎玉迅速返回山东。1937年7月中旬在济南召开山东省委工作会议，传达党的苏区代表会议、白区工作会议精神，研究如何动员山东各界人士，组成抗日民族统一战线，开展抗日救亡运动。津浦路北段作战后，11月中旬日军进占济南黄河北岸的鹊山等地，山东省政府主席、第三集团军总司令韩复榘下令于11月15日炸毁黄河大桥，放弃黄河以北（包括聊城），山东的军政机关、学校南移，运走银行和金库存放的黄金、白银，征“救国捐”，预征下一年钱粮，强行摊派鸦片，炸毁淄川金矿。社会一片混乱，人心惶惶。12月23日日军渡过黄河，12月27日进占济南，12月31日进占泰安，1938年1月11日推进至济宁一线。
1937年，中共山东省委先后组织徂徕山、天福山、黑铁山、泰西等地组织武装起义，陆续开辟胶东、鲁中、鲁西、清河、湖西、鲁南等小范围抗日根据地。12月13日南京陷落，12月27日日军占领济南。

### 组建山东纵队
1938年11月，成立中共中央山东分局，郭洪涛任党委书记。山东各起义部队改编为八路军山东纵队，张经武、王建安任指挥，黎玉为政治委员。

### 八路军第一纵队
1939年，罗荣桓与陈光率八路军115师师部和主力一部进入山东鲁西地区，参与指挥樊坝战斗、梁山战斗等。1939年5月，山东纵队改为八路军第一纵队，徐向前任司令员，朱瑞任政治委员，统一指挥山东境内与冀鲁边、苏北等地区的八路军各部队。

### 恢复山东纵队番号
1940年6月，恢复使用山东纵队番号。1940年9月至11月，山东纵队部队进行整编，先后成立四个旅以及三个支队。
- 总指挥张经武
- 政治委员黎玉
- 副指挥王建安
- 政治部主任江华
- 参谋处长罗舜初
- 抗日军政大学第一分校，校长周纯全、政治委员李培南。该分校1938年底由延安组建，之后开赴晋东南。1939年11月迁往山东沂蒙山区，归山东纵队领导。
- 特务第1团：团长李发，政委张玉华，参主任吴克南，政治处主任谢永勋
- 特务第2团：团长王吉文，政委刘涛，政治处主任陈小峰

#### 第一旅
- 第一旅，旅长王建安（兼），政委周赤萍，副旅长廖容标，参谋长钱钧，政治部主任汪洋
  - 第一团：团长李福泽，政委王文轩，参谋长刘木山
  - 第二团：团长吴瑞林，政委李伯秋，副团长王凤麟，政治处主任孟英
  - 第三团：团长陈奇，政委陈宏，参谋长丁松江，政治处主任胡寅
  - 第四团：团长刘毓泉，政委王文介

#### 第二旅
- 第二旅，旅长孙继先，政委江华（兼），副旅长刘海涛，参谋长刘国柱，政治部主任孔繁彬
  - 第四团：团长王永禄，政委杨道和，副团长赖光东，参谋长王晓，政治处主任董超
  - 第五团：团长刘涌，政委刘仲华，政治处主任谢邦治
  - 第六团，团长马耀伦，政委王建青，副团长赵昭，参谋长程勇，政治处主任牟景途

#### 第三旅
- 第三旅，旅长许世友，政委刘其人，副旅长杨国夫，参谋长马千里，政治部主任徐斌洲
  - 第七团：团长郑大林，政委孙正
  - 第八团：团长罗绍卿，政委李曼村，副团长许云轩
  - 第九团：团长赵寄舟，政委岳拙元，副团长董有炳

#### 第五旅
- 第五旅，旅长吴克华，政委高棉纯，参谋长赵一萍，政治部主任张铎
  - 第十三团：团长李绍桥，政委苏晓风，参谋长王翼
  - 第十四团：团长于得水，政委雨晴
  - 第十五团：团长梁海波，参谋长陈智和，政治处主任李丙令

#### 第一支队
- 第一支队，支队长胡奇才，政委王子文，副司令陆升勋，参谋长吴奎文，政治部主任李建梓
  - 第一团：团长刘怀文，政委李志南
  - 第二团：团长杨万兴，政治处主任张圣符

#### 第四支队
- 第四支队，支队长赵杰，政委王一平，副队长徐化鲁，参谋长程绪润，政治部主任李枚青
  - 第一团：团长单洪，政委石新
  - 第二团：团长叶春桥，政委薛绍庚，副团长刘朱船

#### 第五支队
- 第五支队，支队长王彬，政委王文，副司令高嵩，参谋长胡铁生，政治部主任仲曦东
  - 第一团：团长周光，政委张寰旭，参主任周亚泉
  - 第二团：团长邱戎，政委蔡雍泉，副团长肖平，政治处主任曲维善
  - 第三团：团长李肇歧，政委王檐雨，政治处主任赵鼓

#### 第三军区
- 第三军区，司令员高锦纯，政委宋澄，副司令高嵩
  - 独立支队，支队长邵子厚，政委朱则民

### 成立山东军区
1945年，罗荣桓指挥部队在山东进行大反攻，控制山东境内的津浦铁路、胶济铁路、陇海铁路，收复除济南、青岛少数城市之外的山东大部地区，日军活动范围被遏制在城市。山东军区部队也上升至27万正规军，占当时共产党军队的三分之一。1945年8月初，山东军区辖5个军区，22个军分区，3个教导团，18个独立团，24个基干团，4个独立旅，2个支队，1个海军支队，113个独立营（县大队），800多个区中队，总兵力达23万余人。
- 山东军区兼八路军第115师司令员、政治委员罗荣桓，副政治委员黎玉，政治部主任肖华，参谋长李作鹏。
  - 渤海军区：司令员杨国夫，政治委员景晓村，副政治委员刘其人，参谋长袁也烈，政治部主任徐斌洲。
    - 辖5个军分区和1个直属团。

  - 鲁中军区：司令员王建安、政治委员罗舜初、副司令员邝任农，副政治委员李培南、政治部主任周赤萍、李培南，参谋处长胡奇才。
    - 下辖5个军分区、3个直属团。

  - 胶东军区：司令员许世友，政治委员林浩，副司令员吴克华、袁仲贤，参谋长袁仲贤（兼），政治部主任彭嘉庆，政治部副主任欧阳文。
    - 先后辖5个军分区、1个海军支队和6个团。

  - 鲁南军区：司令员张光中，政治委员王麓水、傅秋涛，副司令员万春圃，副政治委员张雨帆，政治部主任曾明桃、丁秋生、张雄，参谋处长来光祖。
    - 辖3个军分区。

  - 滨海军区：司令员陈士榘，政治委员符竹庭、唐亮，副司令员万毅，参谋长何以祥、胡继成、张仁初，政治部主任刘兴元、赖可可。
    - 先后辖3个军分区、1个支队、6个团。

1945年8月10日，日本政府发出乞降照会。总司令朱德发布大反攻命令，山东省境内除铁路沿线及西部几座县城外，均获攻占。

### 抗战胜利后至1946年1月
1945年8月11日，山东分局和山东军区于召开联席会议，重新部署部队整编、城市接管、动员参军、支援前线和维持后方治安等项工作。山东军区根据集总指示，将各军区的主力部队与基干部队编成山东解放军，辖8个野战师、12个警备旅。至9月初，连同地方武装共27万余人。
- 第一师：原滨海军区第一军分区机关及军区部队。师长梁兴初，政治委员梁必业，参谋长李梓斌，政治部主任刘西元。
  - 第一团，原滨海第六团，团长唐青山，政治委员吴岱；
  - 第二团，原滨海第十三团，团长江拥辉，政治委员高先贵；
  - 第三团，原滨海独立第三团，原系山东纵队第二旅第六团，曾称莒中独立团、独立第三团，团长刘善福，政治委员钟生栋。

- 第二师：原滨海军区第二军分区机关及军区部队。师长罗华生，政治委员刘兴元，参谋长贺东生，政治部主任王树君。
  - 第四团，原滨海第四团，团长杨大易，政治委员杨廷昌；
  - 第五团，原滨海第二十三团，团长叶健民，政治委员黎新民；
  - 第六团，原海陵独立团，团长江潮，政治委员李振邦。

- 第三师：原鲁中军区部队。师长王建安，政治委员周赤萍，副师长胡奇才，参谋长李福泽，政治部主任王文轩。
  - 第七团，原鲁中第一团，团长钟本才，政治委员李改；
  - 第八团，原鲁中第二团，团长叶荫庭，政治委员胡寅；
  - 第九团，原特务营、边防独立营、蒙阴独立营，团长汤景仲、岳峻，政治委员苟在松。

- 第四师：原鲁中军区部队。师长廖容标、孙继先，政治委员王一平，副师长、参谋长周长胜，政治部主任欧阳平。
  - 第十团，原鲁中第四团，团长高文然，政治委员曹普南；
  - 第十一团，原鲁中第十团，团长翟明仁，政治委员张俄；
  - 第十二团，原鲁中第十一团，团长方明胜，政治委员张健。

- 第五师：原胶东军区部队。师长吴克华，政治委员彭嘉庆，参谋长肖镜海，政治部主任刘浩天。
  - 第十三团，原胶东第十三团，团长夏侯苏民，政治委员车学藻；
  - 第十四团，原胶东第十六团，团长杜永海，政治委员王伟之；
  - 第十五团，原东海独立第一团，副团长李洪茂，政治处主任郝亮。

- 第六师：原胶东军区部队。师长聂凤智，政治委员李丙令，副师长、参谋长蔡正国，政治部主任李冠元。
  - 第十六团，原胶东第十四团，团长江燮元，政治委员田野；
  - 第十七团，原西海独立团；
  - 第十八团，原中海独立团，团长官峻亭，政治委员姜子宽。

- 第七师：原渤海军区部队。师长杨国夫，政治委员周贯五，副师长龙书金，参谋长阎捷三，政治部主任徐斌洲。
  - 第十九团，原渤海直属团，团长郑大林，政治委员孙正；
  - 第二十团，原渤海第四军分区直属第一营、博兴独立营及沾化地方武装，团长陈乙斋，政治委员李雪炎；
  - 第二十一团，原渤海第二军分区3个独立大队，团长赖金池，政治委员王洪模。

- 第八师：原鲁南军区部队。师长、政治委员王麓水，副师长何以祥，政治部主任曾明桃、丁秋生，参谋主任马冠三。
  - 第二十二团，原鲁南第三团，团长王吉文，政治委员陈德先；
  - 第二十三团，原鲁南第五团，团长陈士法，政治委员王六生；
  - 第二十四团，原鲁南独立大队、铁道大队、微山湖第一大队合编，团长贾耀祥，政治委员李荆山。

### 新四军兼山东军区
1946年1月成立，至1947年1月与华中军区合编为华东军区。
- 军长兼司令员 陈毅
- 新四军政委兼山东军区政委 饶漱石
- 副军长兼副司令员 张云逸
- 副政委 黎玉
- 司令部 参谋长 陈士榘
  - 参谋处 处长陈锐霆
  - 情报处 处长邝任农/胡立教
  - 通讯分局 局长曹丹辉 副局长闻述尧
- 政治部 政治部主任 舒同 政治部副主任 唐亮
  - 组织部 部长张凯 副部长谢有法
  - 宣传部 部长钱俊瑞 副部长陈辛人
  - 保卫部 部长梁国斌 副部长郑文卿
  - 联络部 部长刘贯一 副部长黄远
- 后勤部 部长宋裕和 副部长彭显伦
  - 供给部 部长宋裕和兼 政委彭显伦兼 副部长寇明、孔峭帆
  - 军工部 部长程望 政委罗湘涛
  - 卫生部 部长崔义田 副部长宫乃泉、白备五、戴季民
  - 兵站部 部长黄若华，副部长黄河
  - 军需处 处长吴农，副处长钟能康
  - 财粮处 处长甄子明
- 山东军区独立旅 旅长张俊升（1955年开国大校） 政委王仲良（原为新四军三北工委书记、浙东行政公署副主任） 政治部主任朱人俊（原为新四军浙东行政公署秘书处长）。1945年7月11日第三战区第五挺进纵队张俊升率部起义，7月13日改编为新四军浙东游击纵队第2旅，张俊升任新四军浙东游击纵队（新四军苏浙军区第二纵队）副司令员兼第2旅旅长。1945年10月随新四军浙东纵队北撤。1945年11月第2旅在涟水整编为新四军独立1旅。后编入华东野战军第1纵队特务团、炮兵团、教导团。
- 鲁中军区 司令员王建安 政委向明 副司令员兼参谋长邝任农 副政委高克亭、李培南（兼政治部主任）
  - 独立第1旅
  - 独立第4旅
  - 警备第1旅
  - 第4师
  - 第9师
  - 第1军分区
  - 第2军分区
  - 第3军分区
- 鲁南军区
  - 警备第8旅
  - 警备第9旅
  - 第1军分区
  - 第2军分区
  - 第3军分区
- 胶东军区
  - 警备第4旅
  - 警备第5旅
  - 第1军分区
  - 第2军分区
  - 第3军分区
  - 第4军分区
- 渤海军区
  - 警备第10旅
  - 警备第11旅
  - 第1军分区
  - 第2军分区
  - 第3军分区
  - 第4军分区
- 山东野战军
  - 新四军第7师
  - 山东第8师
  - 新四军第一纵队（辖第1、2、3旅）
  - 新四军第二纵队（辖第4、5、9旅）

### 撤销山东军区
1947年2月，根据中央军委命令，山东军区撤销。同时被撤销的还有华中军区以及新四军、山东野战军、华中野战军3支部队番号。以原山东军区和华中军区合并组建华东军区，以原山东野战军和华中野战军合并组建华东野战军，华东军区和华东野战军司令员均由陈毅担任。

### 重建山东军区
1949年2月，华东军区、第三野战军主力南下后，又建立山东军区，张云逸为司令员（后许世友），康生为政治委员，许世友、袁也烈任副司令员，傅秋涛、向明任副政治委员，袁也烈兼参谋长，王集成任政治部主任。山东军区下辖渤海、胶东、鲁中南军区，昌潍保安司令部，济南、徐州警备司令部，第32军。1950年，第32军划归第10兵团指挥。1952年，渤海、胶东、鲁中南军区全部撤销，所属军分区由山东军区直辖。
1955年，山东军区改编为济南军区。1961年10月，以济南军区动员部为基础，建立山东省军区。

## 影响
山东军区的部队分别参与构成了此后中国共产党的五大野战军的两支部队。军区司令罗荣桓率领山东军区主力1、2、3、5、6、7师6万余人海陆两路开进东北，与新四军第3师黄克诚部3.5万人合编为东北人民自治军，即后来所向披靡，参与辽沈战役、平津战役等，从东北打到海南岛、兵力上百万的东北民主联军、东北野战军、第四野战军前身。
而留在山东的第4、第8师和部分军区部队，与新四军1、2、4、6、7师合编为华东野战军(1949年1月改称第三野战军)，后主要参与孟良崮战役、济南战役、淮海战役、渡江战役等。
山东军区的部署和建设对于中国共产党在第二次国共内战中具有重要战略意义，毛泽东曾在1962年赞扬罗荣桓在山东时间的功勋道，“山东只换上一个罗荣桓，全局的棋就下活了。山东的棋下活了，全国的棋也就活了。山东把所有的战略点线都抢占和包围了——北占东北，南下长江。”